# Lynn Vidali
Lynn Marie Vidali (San Francisco, 26 marzo 1952) è un'ex nuotatrice statunitense.

## Carriera
Fortemente specializzata nei misti può vantare due medaglie olimpiache in questa specialità nel proprio palamarès: argento nei 400 metri a Città del Messico 1968 e bronzo nei 200 metri a Monaco di Baviera 1972. 

## Palmarès
- Olimpiadi

Città del Messico 1968: argento nei 400m misti.
Monaco di Baviera 1972: bronzo nei 200m misti.